# 臺灣電子書協會
臺灣電子書協會，是由一群在臺灣地區有志發展或對電子書有興趣的網路部落客與社群網站（Facebook）網友彼此串連，經由法定發起、成立的一個民間公益性質的組織團體，於2011年9月16日在台北市成立。臺灣電子書協會是向中華民國政府合法立案的人民團體。

## 成立
2011年9月16日，臺灣電子書協會在文化大學大夏館B1-表演廳召開成立大會。會中並依臺灣人民團體法選出第一屆理事15人及監事5人，並選出常務理事及常務監事，由俞國定擔任首任理事長。

## 宗旨
臺灣電子書協會是一個以推廣電子書、協助電子書發展為主要宗旨的公益性實體組織，希望加強雲端IT建構專家、App專業開發者、新世代電子岀版編輯流程設計者、電子書閱讀/購買/租書平台開發者、智慧財產權專家、電子版權活化專家、專職作家、電子書載具開發者、電子書應用軟體開發者、資訊產業趨勢研究專家、數位閱讀者行為研究專家等各界人士對電子書相關議題的連結，企圖實現一些過去可能只是在線上發想的理念。
同時，這群3千多位電子書同好，也期待藉由電子書與數位出版科技技術的開發，資源整合及成果運用，協助出版業者與數位內容經營者，克服技術與產業環境的困難與需求，結合資訊專業人士及社會各界，共同推廣電子書與數位出版為宗旨。並希望加強自由作家、出版人、文化人等各界人士對電子書相關議題的連結，包括協助作家認識電子書版權，協助作家與電子書平台對話、洽談等合作。

## 外部連結
- 官方网站